# Giovinezza (inno)
Giovinezza è un inno composto da Giuseppe Blanc. Fu una delle canzoni più diffuse durante il ventennio fascista, nonché inno del PNF, al cui nome rimarrà profondamente legata.
La sua musica, che era di molto antecedente al regime fascista, era stata creata per tutt'altro scopo: fu composta, infatti, nel 1909 per accompagnare i versi di un inno goliardico, le cui parole, intrise di gaiezza e nostalgia, erano state scritte da Nino Oxilia sotto il titolo di Il commiato (o Inno dei laureandi). Con testi ogni volta diversi, il brano musicale costituì dapprima la base per l'inno degli Arditi durante la Grande guerra (1917, anonimo-Blanc), poi dell'inno degli squadristi (1919, Manni-Blanc) e, infine, inno trionfale del Partito Nazionale Fascista (1925, Gotta-Blanc), oltre a una versione modificata della versione degli Arditi usata come inno ufficioso della Repubblica Sociale Italiana.
La versione del 1925 era di fatto il secondo inno del regno d'Italia (il primo era la Marcia reale): infatti nelle cerimonie si eseguiva la prima strofa della Marcia reale, seguita dalla prima strofa cantata di Giovinezza.

## Storia

### Inno goliardico
La canzone nacque nel 1909 con il titolo Commiato, come canto goliardico di addio agli universitari di Torino. Autore del testo fu Nino Oxilia, che morì il 18 novembre 1917, colpito da una scheggia di granata sul Monte Tomba, durante la prima guerra mondiale, mentre a scrivere la musica fu Giuseppe Blanc, laureando in giurisprudenza e, allora, allievo del Liceo musicale. Nel 1911 venne inserita nell'operetta Addio giovinezza!, il cui libretto era di Sandro Camasio e di Oxilia. Le parole dell'Oxilia celebravano la fine dell'età degli studi, ma anche le sue gioie, gli amori, il vigore e la spavalderia dell'aver vent'anni.
Infine, nell'ultima strofa, un accento patriottico (il secondo verso si riferisce a Trento e Trieste che erano sotto dominazione austriaca):

### Inno degli Alpini
Narra Cesare Caravaglios che l'anno seguente, 1910, il Blanc, ormai sottotenente di complemento del Genio, partecipò ad un corso sciatori a Bardonecchia. Una sera eseguì Il Commiato di fronte ad alpini ed ufficiali; secondo Asvero Gravelli, costoro si entusiasmarono a tal punto a quelle note, che elessero il pezzo ad Inno degli sciatori. Tornando poi ai rispettivi reparti lo diffusero, tanto che le fanfare dei battaglioni Morbegno e Vestone del 5º Reggimento Alpini l'accolsero in repertorio, eseguendolo in occasione delle gare internazionali di sci a Cauterets e Lionan, in Francia.
Il Corpo degli alpini lo innalzò quindi a proprio inno ufficiale (1911): il tenente Esposito, Medaglia d'oro al Valor Militare, lo faceva cantare ai suoi allievi ufficiali e il 3º Reggimento Alpini lo fece suonare come Inno degli Alpini durante la campagna di Libia.

### Inno degli Arditi
In questa forma, durante la Grande Guerra, acquisì una certa popolarità e alcuni versi vennero modificati in chiave bellica.
Passato dunque tra i militari, il canto goliardico finì per traverse vie a noi sconosciute nel canzoniere degli Arditi: Salvator Gotta e Cesare Caravaglios raccontano che, durante la Grande Guerra, Giuseppe Blanc, tenente degli sciatori, passando nei pressi di una baracca presso le linee italiane di Rovereto, sentì suonare al flauto le note della sua canzone: spinto dalla curiosità vi entrò e, chiesta ai soldati spiegazione, gli fu mostrato un foglio con le parole e la musica di un Inno degli arditi. Mario Palieri, nel suo volume Gli Arditi, racconta che la prima compagnia del II Battaglione d'Assalto, partito da Sdricca per l'altopiano della Bainsizza, l'avrebbe cantato per la prima volta il 28 settembre 1917.
Sulla medesima aria la canzone ebbe nuove parole per mano di Marcello Manni, ardito, diventando così l'"Inno ufficiale degli Arditi":
L'inno fu cantato dai reparti d'assalto impegnati sulla linea del Piave dopo la disfatta di Caporetto.
Le differenze tra la versione bellica e quella goliardica non sono tanto ideologiche (un canto "d'amore e di gaiezza" contrapposto ad uno violentemente bellicistico), come vorrebbe ideologicamente far notare tra le righe qualche autore, bensì di sostanza, visto che la base ideale rimane la medesima: irredentismo, interventismo, culto della gioventù e della "bella morte", anche se con gradi d'importanza diversi. È chiaro come entrambe le due versioni si inseriscano nella medesima corrente culturale che dalla Belle époque sfociò nella Grande Guerra e da questa passò poi al fascismo: d'altronde entrambi gli autori originari furono patrioti e volontari in guerra; Blanc, in seguito, fu anche autore di alcune delle più diffuse e fortunate canzoni fasciste e sostenitore del Partito.
Dunque, se anche si è sostenuto che i canti degli Arditi sono sostanzialmente diversi da quelli coevi e precedenti come contenuto, è pur vero che nel caso di Giovinezza, appartenente al corno non popolare dell'innodia patriottica, più che di un radicale rovesciamento di valori (per un esempio di tale trasvalutazione si possono confrontare nuovamente gli stornelli degli Arditi con quelle dei reparti regolari) si deve parlare di un semplice rimaneggiamento che gli Arditi operarono, aggiungendo agli elementi ideologici già sopra elencati la violenza crudissima e un testo adeguato alla nuova cornice storica. Dunque non si può parlare di sottrazione indebita da parte degli Arditi, che ne avrebbero snaturato il contenuto, bensì di evoluzione e di mutamento di componenti già presenti in nuce nell'originale. Un mutamento radicale, certamente, ma pur sempre inserito nel flusso storico cui entrambi appartennero. Esistono versioni in lingua straniera: "Hitlerleute" (Germania) e "Voluntarios en la estepa" (Spagna).

### Versione Fasci di Combattimento
Durante il triennio 1919-1921 comparvero altre versioni di Giovinezza. Lo stesso Marcello Manni scrisse poi un'ulteriore versione che divenne l'inno delle squadre d'azione fasciste.
L'analisi del testo di questa versione è interessante, poiché in esso sono espressi alcuni temi del programma di Piazza San Sepolcro; elementi socialrivoluzionari del nazionalismo interventista. È importante notare come il socialismo sia visto come nemico mortale, non tanto perché sovvertitore, (del resto lo stesso fascismo si dichiarava rivoluzionario) quanto, piuttosto, perché nemico della nazione e ingannatore del popolo, che viene "frodato del sudore" dagli "impostori delle asiatiche virtù". Si cerca dunque la delegittimazione degli ideali avversari in quanto antinazionali, non in quanto progressisti, laburisti o altrimenti "di sinistra". Tuttavia la "fratellanza nazionale d'italiana civiltà" della prima strofa fa già pensare a quel superamento della lotta di classe di cui, poi, il fascismo di Mussolini andrà sempre fiero (si confronti Giovinezza nella sua versione definitiva), contrapposto a quelle frange della "vecchia guardia" che mai vorranno rassegnarsi alla normalizzazione: d'altronde basta leggere il volume di Asvero Gravelli (un esempio tra molti) per rendersi conto di come ancora negli anni '30 la polemica contro la borghesia attendista e pavida sia formidabile. Un fuoco che coverà sotto la cenere per poi divampare nuovamente nel tentativo di socializzazione dell'epilogo repubblicano.

### Versione Partito Nazionale Fascista (PNF)
L'ultima versione di "Giovinezza" di Marcello Manni fece da ponte tra quella degli Arditi e quella, definitiva, pubblicata nel 1925 col nuovo testo di Salvator Gotta ed approvata, ufficialmente, dal Direttorio del Partito Nazionale Fascista come "Inno Trionfale del Partito Nazionale Fascista". Il canto diverrà di importanza pari ad un inno nazionale, allorché in tutte le manifestazioni pubbliche esso verrà fatto suonare immediatamente dopo la Marcia reale. Il 14 maggio 1931 Arturo Toscanini si rifiutò di suonare l'inno prima di un concerto al Teatro Comunale di Bologna e venne insultato da un gruppo di fascisti, uno dei quali lo schiaffeggiò.
Il testo di Salvator Gotta è gravitante attorno ai concetti di fratellanza nazionale, di superamento della lotta di classe, di fedeltà a Mussolini (ma non compare mai la parola "duce"), di orgoglio patriottico. Una sola nota polemica (strascico di tanti anni di violenza non solo verbale) è l'accenno di scorno ai tanti "che la patria rinnegar" nella seconda parte della seconda strofa, che rende perfettamente il clima d'euforia e di soddisfazione che doveva regnare negli ambienti fascisti allora che il loro trionfo sui vecchi nemici social-comunisti pareva completo.
Dunque nella parabola del canto di Giuseppe Blanc si può vedere tutta l'evoluzione sociale che ha portato al regime fascista: dalla canzone goliardica dei giovani studenti interventisti all'inno dei reparti alpini e poi di quelli d'assalto; da questi, poi che il nemico era divenuto interno al posto dell'austro-tedesco, passa a infondere coraggio e a tenere alto il morale ai Fiumani e alle squadre d'azione dei primi Fasci, divenendo in breve un vero e proprio peana della rivoluzione fascista, per terminare con la celebrazione solenne e retorica del Regime e della sua vittoria sui nemici social-comunisti, popolari e liberal-democratici.
Nel 1944 venne rivisitato il testo della canzone, apportando alcune modifiche, per volere del Partito Fascista Repubblicano, con lo scopo di renderlo più ardito e di distaccarsi dalla versione precedente legata al Partito Nazionale Fascista (PNF).

## Studi
Secondo uno studio di Patrizia Deabate l'inno, nella versione originale, era stato una risposta di Oxilia ad una poesia di mezzo secolo prima di Emilio Praga, poeta "maledetto", appartenente alla Scapigliatura. L'Inno inoltre affonderebbe le radici più remote nell'esaltazione della giovinezza da parte della Rivoluzione francese e in un simbolo contenuto nel celebre dipinto La Libertà che guida il popolo, di Eugène Delacroix, custodito al Louvre di Parigi.
Tesi ribadita, con ulteriori riferimenti storici e letterari, nella prefazione di "Canti brevi" di Nino Oxilia, nella riedizione del 2014 curata da Patrizia Deabate per la collana diretta da Roberto Rossi Precerutti, Neos Edizioni di Torino.
Dopo il ritrovamento in Giappone e il restauro del film "Addio giovinezza!" (1918, regia di Augusto Genina), presentato al Festival del Cinema Ritrovato di Bologna nel 2014, sono stati individuati i nessi fra la pellicola e l'inno nella sua trasformazione dalla versione goliardica del 1909 a quella guerresca degli Arditi del 1917.

## Curiosità
Cesare Rossi, nel suo libro Mussolini com'era, riporta che l'inno venne reso "ufficiale" per ordine di Mussolini in seguito ad un incidente avvenuto durante la visita dei reali di Spagna nel novembre del 1923. Alfonso XIII, che stava per alzarsi in piedi mentre Giovinezza veniva suonata in uno spettacolo in suo onore, era stato rimesso a sedere dalla regina di Spagna che lo aveva letteralmente tirato giù prendendolo per i vestiti. Al Duce, contrariato per l'accaduto, era stato spiegato che, per ragioni di protocollo, un Capo di Stato doveva alzarsi solo durante l'esecuzione di un inno ufficiale. 
La canzone è presente anche nei film Pinocchio di Guillermo del Toro e ne Il mandolino del capitano Corelli.